# Berville (Valle del Oise)
Berville es una comuna francesa situada en el departamento de Valle del Oise, en la región de Isla de Francia.

## Demografía
| 153 | 175 | 233 | 266 | 317 | 366 | 366 |
| Para los censos de 1962 a 1999 la población legal corresponde a la población sin duplicidades (Fuente: INSEE [Consultar]) |     |     |     |     |     |     |